# Degithina sollicitoria
Degithina sollicitoria là một loài tò vò trong họ Ichneumonidae.